# Belle indifférence

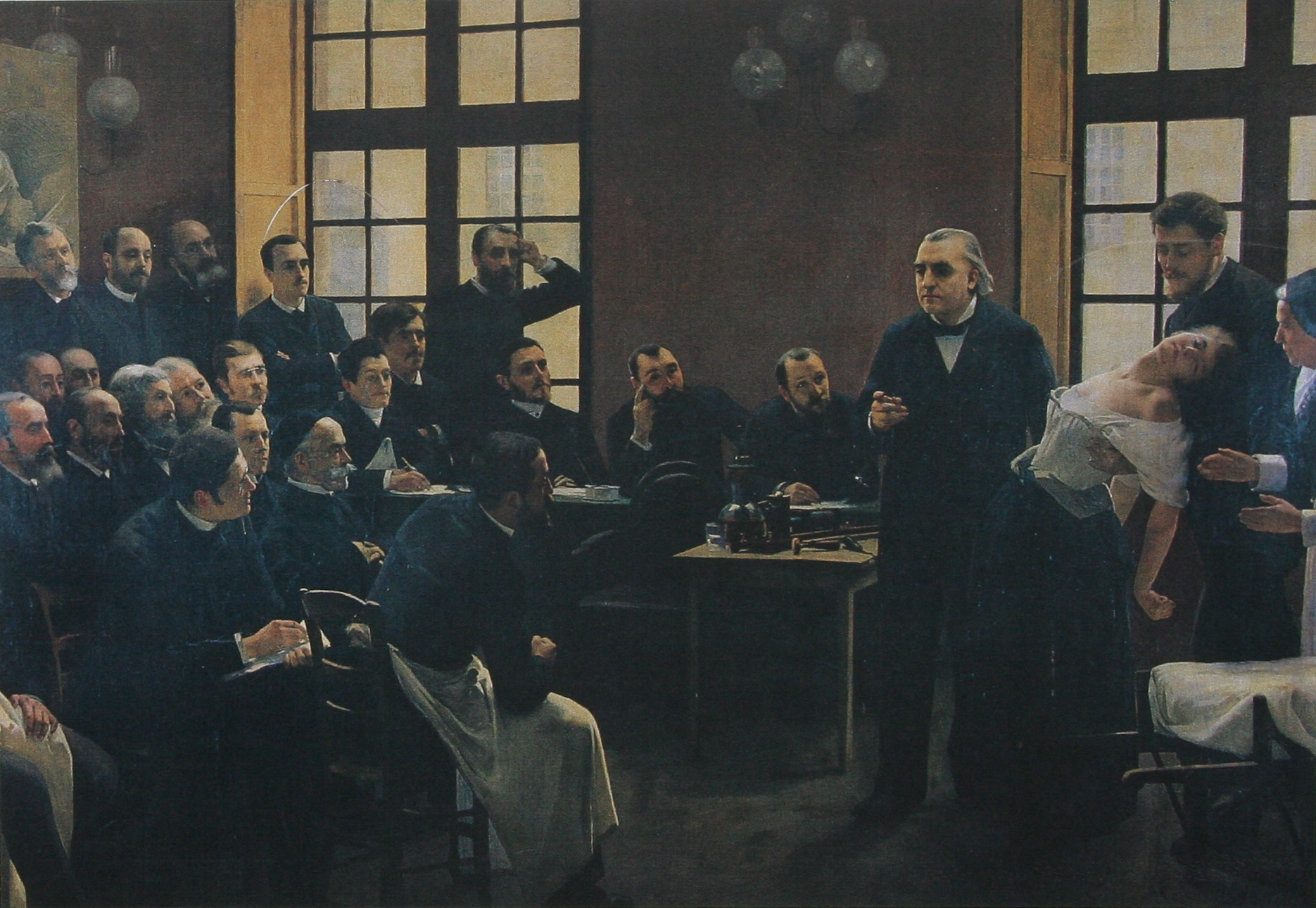
Charcot demonstriert die Hysterie-Patientin Blanche Wittman im Hörsaal der Salpêtrière. Gemälde von André Brouillet 1887. Auch bei dieser Patientin ist je nach Standpunkt des Betrachters eine Körperhaltung von „belle indifférence“ erkennbar.

Belle indifférence (franz. = „schöne Gleichgültigkeit“) bezeichnet eine bei Hysterikern häufig zu beobachtende scheinbare Unbefangenheit und Teilnahmslosigkeit angesichts ihrer Störungen. Der von Sigmund Freud (1856–1939) ins psychoanalytische Schrifttum eingeführte Begriff geht auf Jean-Martin Charcot (1825–1893) zurück. Freud war dessen Schüler während eines Studienaufenthalts an der Salpêtrière in Paris von Oktober 1885 bis Februar 1886.

## Paradoxe Bezeichnung?
Mit der Bezeichnung der Unbekümmertheit angesichts eigentlich gravierender eigener Körperbeschwerden und häufig auch gegenüber dem eigenen auffälligen demonstrativen Verhalten soll nicht zuletzt darauf hingewiesen werden, dass Symptome und Verhalten des Hysterikers ureigene Wünsche „insgeheim“ erfüllen. Diese eigenen Wunschvorstellungen sind dem alltäglichen Bewusstsein des Hysterikers selbst allerdings gründlich entzogen. Sie stellen sich vielmehr dem Analytiker als solche Wunscherfüllungen dar, wie sie sich meist aus den Begleitumständen bzw. aus der Erhebung der sozialen Vorgeschichte ergeben. Die bewusste und sachgerechte Aufdeckung und die soziale Klärung solcher Zusammenhänge bringt die teilweise körperlich stark in Mitleidenschaft ziehenden, aber „mit heiterer Miene“ ertragenen hysterischen Symptome zum Abklingen. Diese Art von Körperbeschwerden, von Freud als Konversion, d. h. als „Umwandlung“ psychischer Energien in Körpersymptome bezeichnet, war Ausgangspunkt für eine grundsätzlich neue Sichtweise körperlicher Beschwerden (→ Organneurosen und Psychosomatik).

## Angstbewältigung
In seiner Schrift „Die Verdrängung“ (1915) beschreibt Freud bei Patienten mit den Anzeichen der „belle indifférence“ das Gelingen der Verdrängung als einen in der Regel vollen Erfolg, was die Neutralisierung auslösender Affekts betrifft. Der für die Verdrängung entscheidende und ursprüngliche Affekt ist dabei, wie Freud später erkennt, die Angst. Neurotische Angstentwicklung weicht damit der Symptombildung. Durch das Auftreten eines Symptoms wird Angst gebunden.

## Selbstentwicklung
Eigene Erwartungen und die Angst vor Enttäuschung sind als Ausgangspunkte und Quelle menschlicher Entwicklung anzusehen. Ihr Auftreten in der Kindheit ist an ständige Bezugspersonen gebunden, in der Regel zuerst an die Mutter (Primärobjekt). Gemäß der Objektbeziehungstheorie verläuft die Entwicklung eines Menschen zwischen den Polen der Hinwendung zu dieser Bezugsperson (objektbezogen) und der Abwendung von ihr (selbst- oder subjektbezogen). Allzu große Verfestigung in Richtung auf jedes dieser beiden Extreme gilt als Gefährdung der insgesamt wünschenswerten Entwicklung des Selbst zur Unabhängigkeit. Zu starke Objektbezogenheit kann zu Abhängigkeit und Realängsten führen wie z. B. des Verschlungenwerdens durch das Objekt. Zu starke Selbstbezogenheit und Selbstbeobachtung kann zur Regression und Zunahme innerer Ängste führen (Implosion als Angst der Einsamkeit des Individuums). Ständige Abwägung beider Bezugspole im Sinne einer stetig herzustellenden Homöostase ist wünschenswert. Indifferenz wird meist als Einengung solch affektiver Schwingungsfähigkeit aufgefasst, ob sie nun in Form von Gleichgültigkeit, Ungerührtheit oder Abstumpfung bei zahlreichen anderen seelischen Störungen auftritt.

## Besonderheiten der hysterischen Symptomentwicklung
Auch wenn man die „belle indifférence“ als Besonderheit hysterischer Symptomentwicklung betrachtet, so stellt sich doch umgekehrt die Frage, ob psychodynamisch ähnliche Abläufe auch bei anderen gesundheitlichen Störungen auftreten, zumal Unbekümmertheit und subjektiv ermangelnde Krankheitsgefühle vielfach bei psychischen und z. T. auch körperlichen Störungen auftreten. Gibt es Gründe, die eine Neutralisierung krankheitsauslösender Affekte bei der Hysterie besonders erleichtern? Auch wenn man eine Reihe unterschiedlicher Verdrängungsmechanismen annimmt, so hat Freud doch zumindest die Entziehung der Energiebesetzung für psychische Repräsentanzen als gemeinsames Merkmal verschiedener Neuroseformen anerkannt. Auch neuere Untersuchungen bestätigen subjektiv fehlende Betroffenheit über vorhandene Symptome im Sinne einer „belle indifférence“ nicht nur bei Hysterie i. e. S., sondern auch bei Organerkrankungen. Nicht nur in der Krankheitssystematik und Nosologie lassen sich Ergänzungsreihen aufstellen entsprechend dem angenommenen Quantum an neutralisierter Angst in den einzelnen psychischen und psychosomatischen Krankheiten. Auch für die Persönlichkeitstypologie erscheint dieser Ansatz nützlich.

## Probleme der Hysterie als Modell für die gesamte Psychiatrie
Die als „schöne Gleichgültigkeit“ aufgefasste Indifferenz der Hysteriker trägt ihren Namen deshalb, weil Unlust auslösende negative Affekte hier vollständig verdrängt und beseitigt erscheinen. Dies trifft jedoch bei anderen Neurosen wie etwa der Angstneurose oder der Zwangsneurose nicht zu. Unbefangenheit ist geradezu synonym mit Zwanglosigkeit. Hysterie wird daher auch als „progressive“ Form einer missglückten Angstbewältigung oder als „reife“ Störung aufgefasst. Das Quantum an Angst, das sich beispielsweise hinter einer hysterischen Armlähmung versteckt, wird als vergleichsweise gering angesehen. Die Heilungsaussichten sind dennoch oft begrenzt. Hysterische Symptomatik fordert nicht nur viele Therapeuten zu unkontrollierter Gegenübertragung heraus. Diese unterschätzen den unbewusst beabsichtigten Krankheitsgewinn des Patienten und begünstigen durch ihre eigene Gefühlseinstellung die Chronifizierung des Krankheitsverlaufs. Besonders unterliegen auch Angehörige dieser Gefahr. Die Unbestimmtheit, Wandlungsfähigkeit und Buntheit von hysterischen Symptomen sowie ihre positive suggestive Beeinflussbarkeit waren Anlass zu mannigfachen therapeutischen Konzepten und Theorien nicht nur ausgehend von älteren Methoden des Somnambulismus, der Hypnose, des Symptomwandels und der Protreptik, auch die Psychoanalyse empfing entscheidende Impulse von den Behandlungserfolgen, die Charcot in Frankreich bei Hysterien erzielte. Dementsprechend veröffentlichte Carl Gustav Jung (1875–1961) mehrere Studien, in denen er möglichen psychologischen Parallelen in der klinischen Beschreibung zwischen Hysterie und Schizophrenie nachging und dabei auch speziell die „belle indifférence“ berücksichtigte. Eine ähnliche Tendenz verfolgte Ronald D. Laing (1927–1989).